# Clermontia clermontioides
Clermontia clermontioides är en klockväxtart som först beskrevs av Charles Gaudichaud-Beaupré, och fick sitt nu gällande namn av Amos Arthur Heller. Clermontia clermontioides ingår i släktet Clermontia, och familjen klockväxter.

## Underarter
Arten delas in i följande underarter:
- C. c. clermontioides
- C. c. rockiana